# Platyxanthus balboai
Platyxanthus balboai is een krabbensoort uit de familie van de Platyxanthidae. De wetenschappelijke naam van de soort is voor het eerst geldig gepubliceerd in 1940 door Garth.